# Carex cephalotes
Espèce
Classification phylogénétique
Carex cephalotes est une espèce des plantes du genre Carex et de la famille des Cyperaceae.